# Gedenkstätte für die ermordeten Wiesbadener Juden

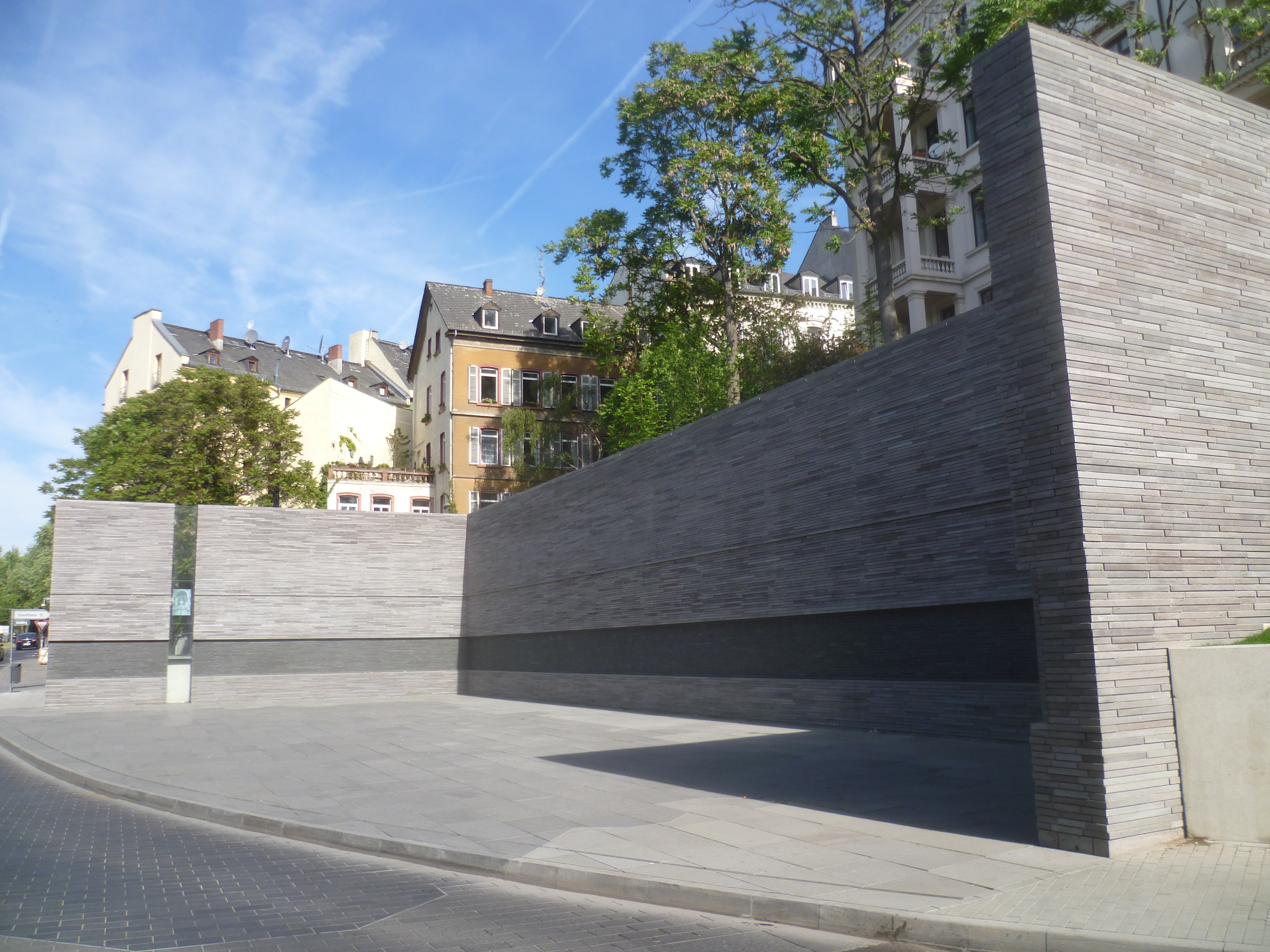
Gedenkstätte Namentliches Gedenken in Wiesbaden

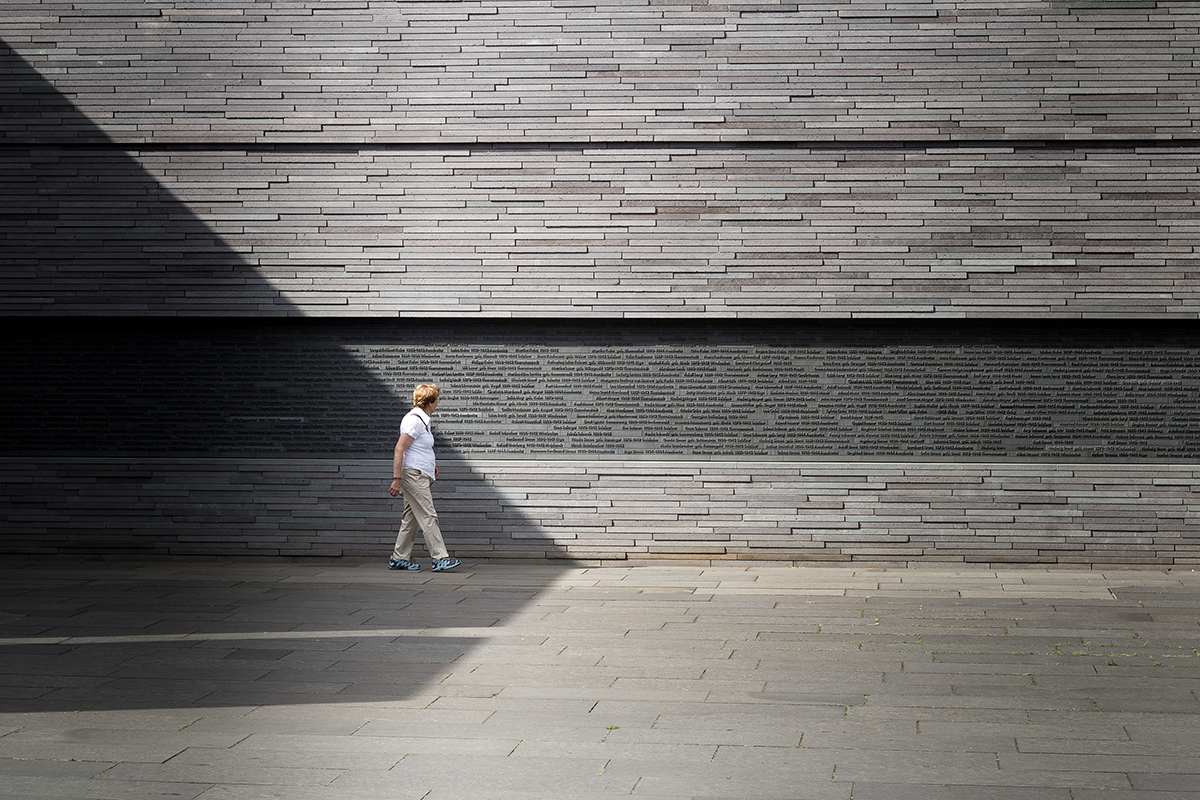

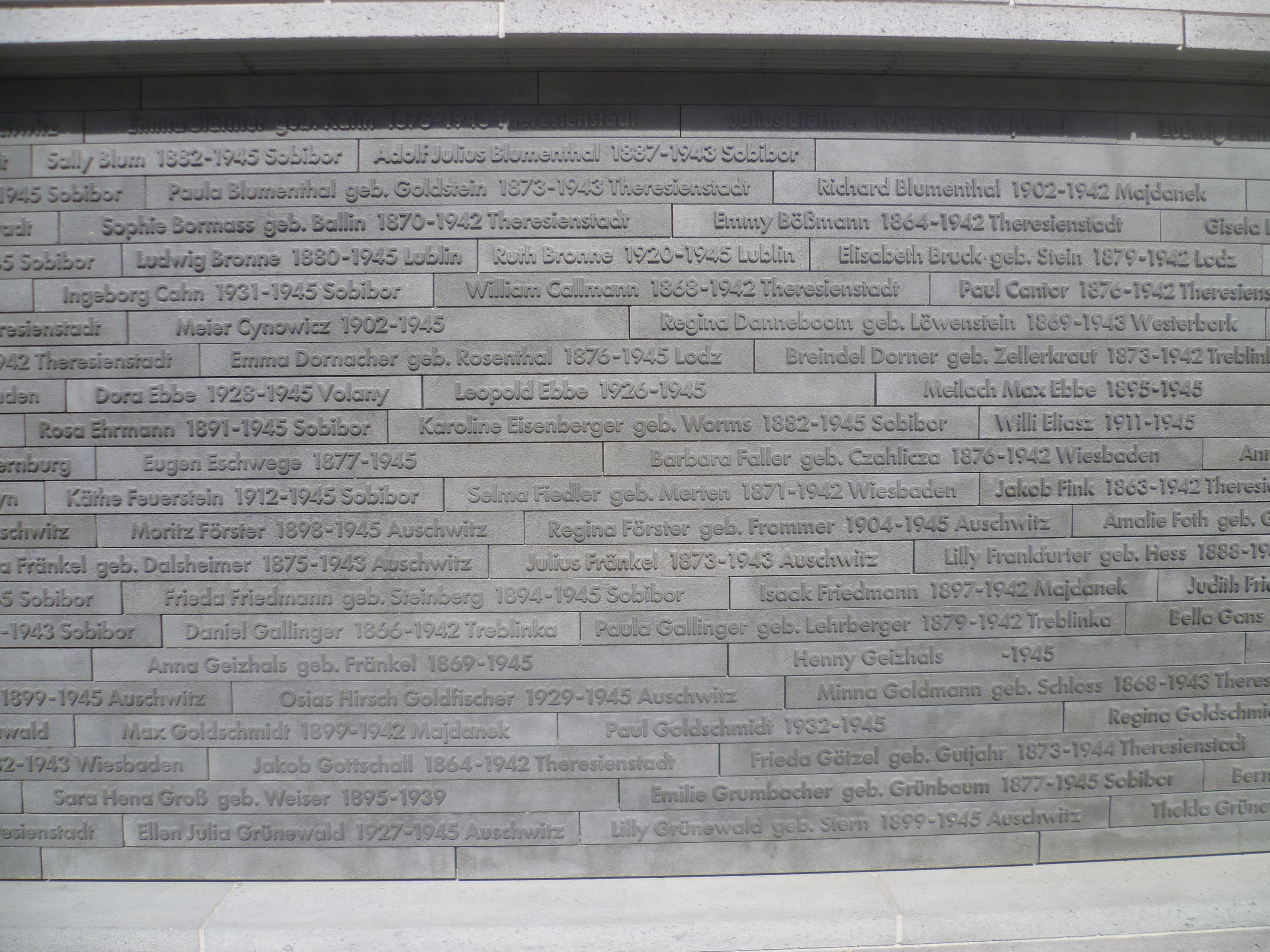
Das Namensband

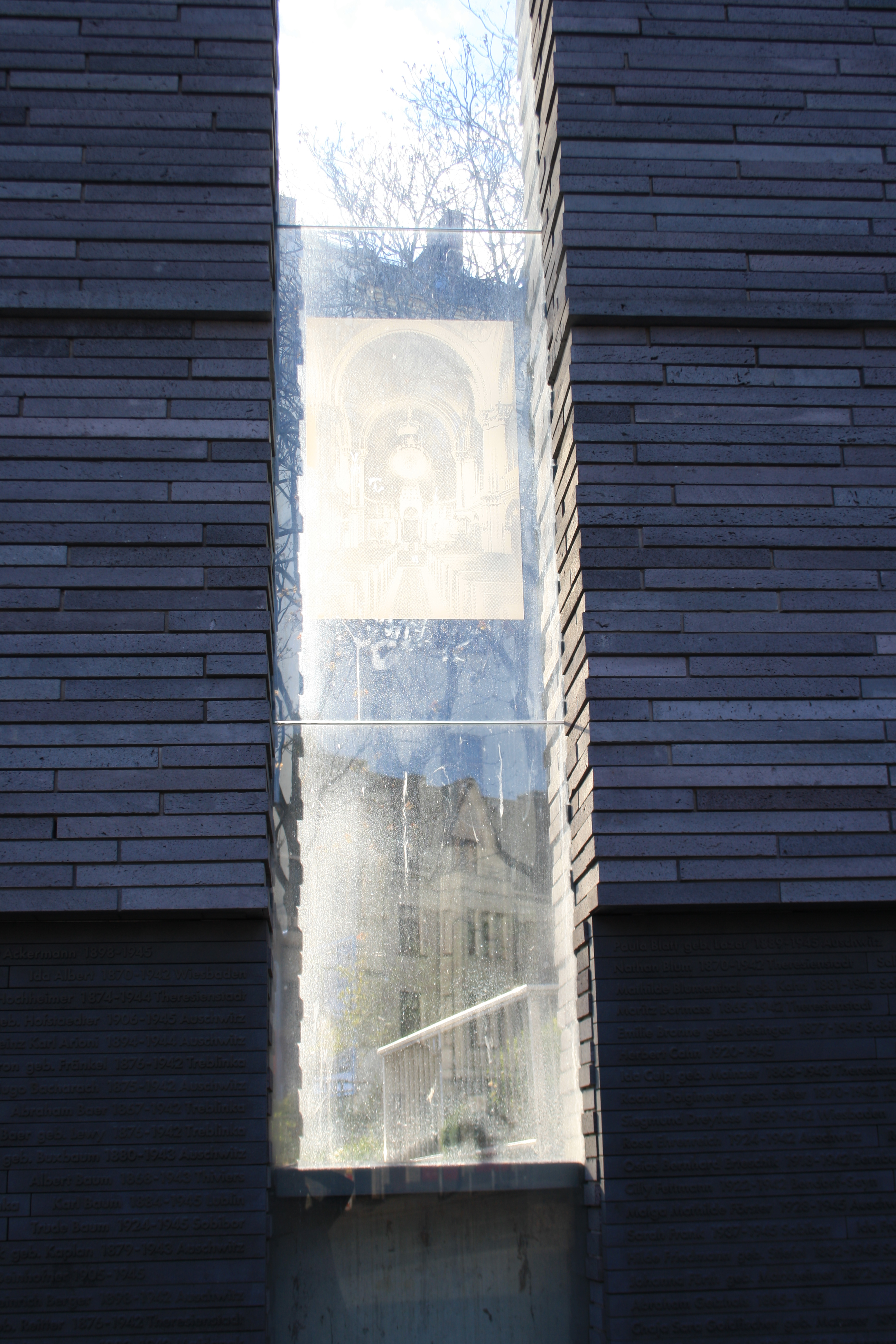
Bild der alten Synagoge in Glas

Die Gedenkstätte für die ermordeten Wiesbadener Juden, umgangssprachlich auch Gedenkstätte Michelsberg oder Namentliches Gedenken in der hessischen Landeshauptstadt Wiesbaden ist eine Gedenkstätte für die jüdischen Opfer des Holocausts aus Wiesbaden während der Zeit des Nationalsozialismus.
Während der Pogromnacht vom 9./10. November 1938 wurde die 1869 erbaute Synagoge am Michelsberg von Nationalsozialisten in Brand gesetzt. Das Gebäude wurde so schwer beschädigt, dass es 1939 abgerissen wurde. Lange Zeit wurde an die Geschehnisse vor Ort nicht öffentlich erinnert und im Zuge des Baus der Hochbrücke lief der Ort Gefahr, gänzlich aus dem öffentlichen Blick zu verschwinden.
Das Aktive Museum Spiegelgasse für Deutsch-Jüdische Geschichte in Wiesbaden setzte sich für den Bau einer Gedenkstätte für die ermordeten Wiesbadener Juden an dem Ort ein, an dem einst die Synagoge der Jüdischen Gemeinde stand.
Nach dem Abriss der Hochbrücke 2001 war die Möglichkeit gegeben, an dem authentischen Ort der Synagoge an die Opfer des Nationalsozialismus zu erinnern. 2005 lobte die Landeshauptstadt Wiesbaden einen städtebaulichen Ideenwettbewerb mit Realisierungsteil zur Erlangung von Entwürfen für die Neugestaltung des Bereichs „ehemalige Synagoge/Michelsberg“ aus. Wichtigstes Ziel des Wettbewerbs war die Schaffung eines Ortes des namentlichen Gedenkens an die während der nationalsozialistischen Diktatur ermordeten und vertriebenen Juden.
Am 27. Januar 2011, dem bundesweiten Gedenktag für die Opfer des Nationalsozialismus, wurde nach acht Monaten Bauzeit die Gedenkstätte Namentliches Gedenken am Michelsberg eingeweiht. Das Denkmal macht mit seinen sieben Meter hohen Stahlbetonwänden die Ausmaße der ehemaligen Synagoge an dieser Stelle sichtbar. Zudem sind die Umrisse der Synagoge im Bodenbelag dargestellt.
Auf Augenhöhe sind die Namen aller bisher ermittelten 1507 Opfer auf Steinplatten graviert. Die Gestaltung des Mahnmals ist auf Entwürfe der Künstlerin Valeria Sass und dem Architekturbüro Barbara Willecke zurückzuführen.
Die Gedenkstätte wird durch das Stadtarchiv Wiesbaden verwaltet.